# Apisai Domolailai
Apisai Raviyawa Domolailai (* 16. April 1989 in Sigatoka) ist ein ehemaliger fidschianischer Rugbyspieler.

## Erfolge
Apisai Domolailai bestritt von 2012 bis 2018 insgesamt 140 Partien für die Siebener-Rugby-Nationalmannschaft Fidschis. Dabei gehörte er bei den Olympischen Sommerspielen 2016 in Rio de Janeiro zum fidschianischen Kader im Siebener-Rugby. In allen Begegnungen war er Einwechselspieler und spielte auf der Position eines Angreifers. Nach drei Siegen in der Vorrunde folgten für die Fidschianer ein 12:7-Erfolg gegen Neuseeland im Viertelfinale und ein 20:5-Sieg gegen Japan. Im Finale bezwangen sie schließlich auch ihre Gegner aus Großbritannien deutlich mit 43:7 und gewannen somit die Goldmedaille. Gleichzeitig waren sie die ersten Olympiasieger ihres Landes.
Sein Onkel Isoa Domolailai war ebenfalls Rugbyspieler. Er bestritt 13 Partien für die fidschianische Siebener-Rugby-Nationalmannschaft.